# Charles Wriothesley
Charles Wriothesley, död 1562, var en engelsk ämbetsman och krönikör. Han var hovfunktionär och är känd för sin krönika över livet i den samtida Tudortidens England. 